# Snelfietsroute F58
De F58 is een deels gerealiseerde snelfietsroute in de Nederlandse provincie Noord-Brabant. De term wordt gebruikt voor meerdere fietsroutes tussen Bergen op Zoom en Tilburg. De naam verwijst naar de A58, waar de routes gedeeltelijk langs lopen. 
Het traject tussen Etten-Leur en Breda werd gerealiseerd in 2004. In 2016 heeft de provincie Noord-Brabant de ambitie uitgesproken dat tussen Roosendaal en Etten-Leur ook een snelfietsroute moet komen, maar hiervoor is nog geen overeenkomst gesloten.

## Traject Breda - Tilburg
De bestuursovereenkomst tussen gemeenten Breda, Oosterhout, Gilze en Rijen, Tilburg en de provincie Noord-Brabant werd in september 2018 getekend om de snelfietsroute tussen het station Tilburg en het centrum van Breda tot stand te brengen. De route komt onder andere langs BUas, de dorpen Dorst en Rijen en de treinstations Gilze-Rijen, Tilburg Reeshof en Tilburg University. De afstand van de snelfietsroute tussen Breda en Tilburg is 23,5 kilometer. De kosten worden geschat op 13,1 miljoen euro. Werkzaamheden aan het traject tussen Tilburg en Rijen startten in februari 2021 en werden eind 2021 afgerond. Knelpunten op de route werden opgelost door fietsviaducten aan te leggen. Het gedeelte tussen Breda en Rijen wordt naar verwachting in 2025 afgerond.

## Traject Roosendaal - Bergen op Zoom
Op 25 september 2019 werd de bestuursovereenkomst gesloten tussen de gemeentes Roosendaal en Bergen op Zoom en de provincie Noord-Brabant om een snelfietsroute tussen Roosendaal en Bergen op Zoom aan te leggen. De nieuwe route verkort de afstand van centrum tot centrum van 14 naar 12 kilometer. De aanleg van het traject kost ongeveer 12 miljoen euro. De kosten zijn verdeeld over de provincie Noord-Brabant (8 miljoen), het Rijk (ruim 1 miljoen), de gemeentes Roosendaal (3,55 miljoen) en Bergen op Zoom (224 duizend). Het tracé loopt grotendeels tussen de A58 en het spoor tussen de steden. De aanleg startte in mei 2021 en begin 2023 moet het gehele traject af zijn.